# Reddyanus ranawanai
Espèce
Reddyanus ranawanai est une espèce de scorpions de la famille des Buthidae.

## Distribution
Cette espèce est endémique du Sri Lanka. Elle se rencontre vers Kandy.

## Description
Le mâle holotype mesure 42,9 mm et la femelle paratype 36,5 mm.

## Étymologie
Cette espèce est nommée en l'honneur de Kithsiri Bandara Ranawana.

## Publication originale
- Kovařík, Lowe, Ranawana, Hoferek, Jayarathne, Plíšková & Šťáhlavský, 2016 : « Scorpions of Sri Lanka (Arachnida, Scorpiones: Buthidae, Chaerilidae, Scorpionidae) with Description of Four New Species of the Genera Charmus Karsch, 1879 and Reddyanus Vachon, 1972, stat. n. » Euscorpius, no 220, p. 1-133 (texte intégral).